# Brent-Krater
Koordinaten: 46° 4′ N, 78° 29′ W
Der Brent-Krater ist ein Impaktkrater, nördlich des Cedar Lake gelegen, im Algonquin Provincial Park im Nipissing District in der kanadischen Provinz Ontario.
Er hat einen Durchmesser von 3,8 km und ein Alter von 396±20 Millionen Jahren (mittleres Devon).
Der Einschlagskrater liegt im Ottawa-Bonnechere-Graben, einem 452 Millionen Jahre alten Grabenbruch.
Der Krater wurde nach der nahegelegenen Siedlung Brent benannt.